# Ruská armáda trollů
Ruská armáda trollů (rusky Веб-бригады, Veb-brigady, nebo ruské trollí farmy, v anglických médiích běžně označovaná jako Russian troll army, Russian web brigades a Russian troll farms) jsou státem financované internetové loutkové skupiny napojené na ruskou Federální službu bezpečnosti (FSB). Jedná se o týmy komentátorů, kteří se pomocí loutkových účtů podílí na ruských i mezinárodních webových blozích a internetových diskuzích s cílem šířit proputinovskou a proruskou propagandu.
Armáda trollů je propagační projekt v dimenzi multimiliónové dolarové operace. Podle deníku The Guardian je záplava proruských příspěvků součástí koordinované „informačně-psychologické válečné operace“.
V Česku se jako odezva na politické trolly v létě roku 2018 zformovala dobrovolnická skupina, která si říká elfové. Ta se snaží v kyberprostoru narušit činnost trollů, odhalovat falešné profily, přemlouvat jejich majitele, aby zanechali činnosti a v opačném případě třeba i uveřejňovat jejich identitu.

## Metody
Skupiny placených trollů manipulují internetové diskuze až stovkami příspěvků denně, ve kterých kritizují opozici a vychvalují kremelskou politiku a její tvůrce.
Placení trollové simultánně reagují v diskuzích na zahraniční politiku USA a Evropské unie a v Rusku tabuizovaná témata, jako je historická role Stalina, politická opozice, disidenti jako Michail Chodorkovskij, zavraždění novináři a mezinárodní konflikty se zeměmi jako je Estonsko, Gruzie a Ukrajina. Podle žurnalisty a odborníka na Rusko Petra Pomeranceva není ani tak cílem publikum přesvědčit, jako spíše zmást. Jedná se o systém opačné cenzury. Pokud není možné informace cenzurovat, je možné je „zahltit odpadem konspiračních teorií a pomluv“.
Účty trollů se převážně vydávaly za „ženy v domácnosti“ nebo za „zklamané občany USA“. Aby odvrátili podezření, vkládali propagační příspěvky mezi neutrální články o cestování, vaření a domácích zvířatech. Tito trollové zahltí internetovou diskuzi tak, že věcný dialog znemožní.
Efekt způsobený těmito trolly není velký, ale daří se jim znehodnotit mnohé diskuze natolik, že ostatní komentátoři přestávají přispívat, pokud je troll aktivní a trvale udržuje agresívní a nepřátelskou atmosféru vůči oponentům. Na určité zprávy trollové reagují záplavami hanobení. Rozumný člověk je tak z účasti na diskuzi de facto vytlačen.
Sbírka dokumentů, které pronikly na veřejnost, a publikované Moyem Rayonem, ukazuje, že práce „doupěte trollů“ je přísně podřízena souboru pravidel. Podle na veřejnost proniklých dokumentů musí každý příspěvek obsahovat nejméně 700 znaků ve dne a nejméně 1000 znaků v noci. Povinné je používání klíčových slov a grafiky v nadpisu i textu. Kromě obecných směrnic jsou k dispozici „technické úkoly“ ve formě klíčových slov a tematických bodů u specifických témat, jako je Ukrajina, opozice v Rusku a vztahy se Západem. Za průměrnou pracovní směnu je předepsáno 50 reakcí na novinové články, každý musí spravovat šest facebookových profilů s nejméně třemi příspěvky denně a nejméně dvakrát denně se podílet na skupinové diskuzi.

## Typy příspěvků
V praxi používají tyto skupiny řadu typů textových i multimediálních příspěvků:
- textové příspěvky v blozích a internetových stránkách (některé státy je již zakázaly)
- facebook v internetových diskuzích
- aktivní i pasivní odkazy na externí zdroje
- nevyžádaná obchodní sdělení (spam)
- multimediální obsah (nejčastěji upravený obrazový nebo video materiál)